# Фейгин (персонаж)
Фейгин (англ. Fagin [ˈfeɪgᵻn]), в русских переводах романа чаще Феджин  — персонаж-антагонист в романе Чарльза Диккенса «Приключения Оливера Твиста». В предисловии к роману он описывается как «приемник краденого», но в самом романе он чаще упоминается как «весёлый старый джентльмен» или просто «еврей».

## Литературный образ
Родившийся в Лондоне Фейгин описывается гротескно. Он — занимает место старшего в группе детей, среди которых есть Ловкий Плут и Чарли Бейтс, которых он учит не зарабатывать на жизнь, а добывать средства к существованию  карманными кражами и другими видами преступной деятельности в обмен на крышу над головой. Отличительной чертой является его лицемерие, выраженное, например, в постоянном и совершенно неискреннем использовании фразы «мой дорогой» при обращении к другим.  От  другого персонажа романа Монкса мы узнаём, что Фейгин уже сделал преступников из «десятков» детей, которые вырастают, чтобы либо жить, либо умереть. Есть предпосылки к тому, что Билл Сайкс, один из главных злодеев романа, является одним из старых учеников Фейгина, так же как и проститутка Нэнси, любовница Сайкса.
Хотя он изображается несколько комично, Фейгин, тем не менее, по его собственному признанию, является скупцом, который, несмотря на богатство, которое он приобрел за эти годы от работы других, делает очень мало для улучшения убогой жизни детей, которых он подбирает, не считая позволения курить трубки и пить джин «с видом мужчин среднего возраста». Во второй главе, когда Фейгин разговаривает сам с собой, автор показывает, что этот персонаж меньше заботится о тех детях, которых в конечном итоге повесили за их преступления, чем о том, что они не донесли на него и других детей.  Тёмные стороны характера героя показаны, когда он бьёт Ловкого Плута, который не привёл Оливера назад, вынуждая Чарли молить о пощаде; в его избиении Оливера за попытку к бегству, после которой воры похитили его; и в его собственной причастности к различным интригам, происходящим в  романе. Он также косвенно, но намеренно способствует смерти Нэнси, обманывая раздражительного Сайкса, что она предала его и Фейгина, когда в действительности она спасала Сайкса, потому что любила его, несмотря на его грубый и невоздержанный характер. Это ведёт к тому, что Сайкс забивает её до смерти. В финале  Фейгин арестован и приговорён к смертной казни через повешение.

### Историческая основа

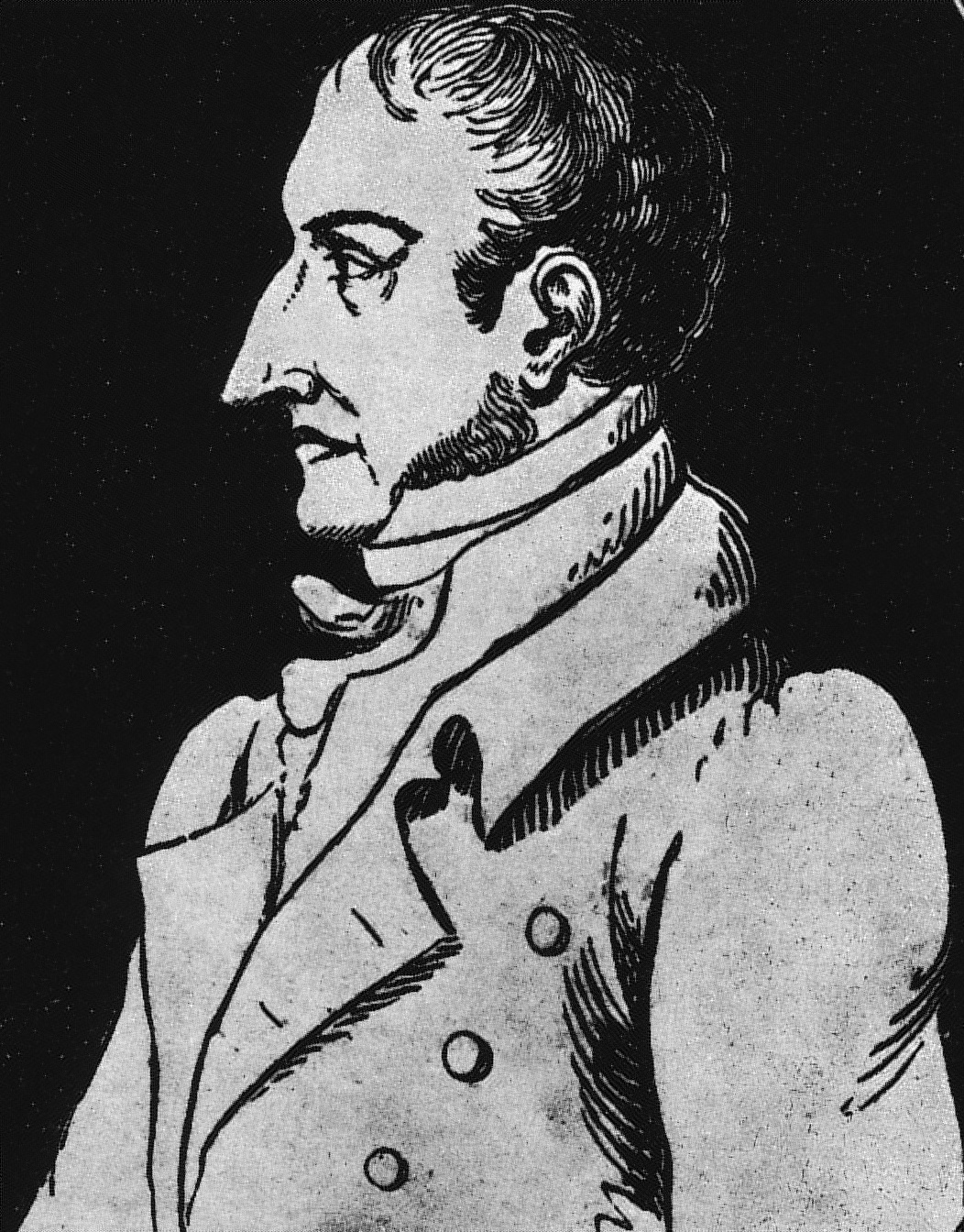
Айки Соломон. Рисунок неизвестного автора, 1830

Чарльз Диккенс взял имя "Фейгин" от приятеля, которого он знал в молодости, работая на фабрике по производству ваксы.
Прототипом  Фейгина был преступник Айки Соломон, история ареста которого после его побега из тюрьмы была предана широкой огласке. По некоторым данным, Соломон нанимал детей и делал из них карманников в обмен на пищу, кров. В результате популярности романа Диккенса слово «Фейгин» стало обозначать преступника, который учит несовершеннолетних воровать и держит большую часть награбленного.

### Антисемитизм
Фейгин известен как один из немногих персонажей 19-го века в английской литературе, не говоря о произведениях Диккенса, который описан как еврей. Фейгин был предметом многочисленных дебатов по поводу антисемитизма как при жизни Диккенса, так и в современности. В предисловии к переизданию «Оливера Твиста» 1981 года издательством Bantam Books" Ирвинг Хоу писал, что Фейгин считается «архетипическим еврейским злодеем». В течение первых 38 глав книги к Фейгину обращаются по его расовой и религиозной принадлежности 257 раз, называя его «еврей», и только 42 раза используются обращения «Фейгин» или «старик». В 2005 году писатель Норман Лебрехт написал, что «более порочную стигматизацию этнической общности едва ли можно себе представить, и это не было каким-либо образом непреднамеренным». Диккенс (который имел обширные знания об уличной жизни Лондона и эксплуатации детей) объяснил, что он сделал Фейгина евреем, потому что «это, к сожалению, правда того времени, к которому история относится, что класс преступника почти всегда был евреем». Он часто утверждал, что образ Фейгина был основан на определённом еврейском преступнике той эпохи — Айки Соломоне. Диккенс также утверждал, что, называя Фейгина «еврей», он не имел в виду обвинения против еврейской веры, говоря в письме, «у меня нет иного чувства к евреям, кроме дружественного. Я всегда хорошо говорю о них, будь то в общественной или частной жизни, и приношу своё свидетельство (как я обязан сделать) об их совершенной добросовестности в таких сделках, какие я когда-либо имел с ними…»
В более поздних изданиях книги, напечатанных в течение своей жизни, Диккенс вырезал многие из ссылок на еврейство Фейгина, удаляя более 180 случаев употребления слова «еврей» из первого текста издания. Это произошло после того, как Диккенс продал свой лондонский дом еврейскому банкиру Джеймсу Дэвису в 1860 году, и познакомился с ним и его женой Элизой, которая возражала против акцента на еврейство Фейгина в романе. Когда он продал им дом, Диккенс якобы сказал другу, «Покупателем Тавистокского дома будет еврей-ростовщик» перед тем как позже добавил: «Я должен сказать, что во всем покупатель достойно себя вел, и что я не могу вспомнить ни одного случая, когда я имел денежные дела с кем-то, кто был бы таким удовлетворительным, внимательным и доверительным».
Диккенс сблизился с Элизой, которая сказала ему в письме в 1863 году, что евреи считали его изображение Феджина «большой ошибкой» по отношению к своему народу. Тогда Диккенс приступил к пересмотру «Оливера Твиста», удаляя все упоминания о «еврее» в последних 15 главах. Диккенс писал позднее в ответ: «Там нет ничего, лишь добрая воля остаётся между мной и людьми, с которыми у меня есть реальная связь и которых бы я умышленно не оскорбил.» В одном из своих последних публичных чтений в 1869 году, за год до своей смерти, Диккенс очистил образ Фейгина от всех стереотипных карикатур. В современном докладе отмечается, «Там нет носовой интонации; согнутой спины, нет и пожатия плечами: обычные атрибуты опущены».
В 1865 году в романе «Наш общий друг» Диккенс создал ряд персонажей-евреев, наиболее важным из которых является г-н Райя, пожилой еврей, который находит рабочие места для опустившихся молодых женщин в еврейских фабриках. Одна из двух героинь, Лиззи Хексем, защищает своих еврейских работодателей, говоря: «джентльмен, конечно, еврей, и леди, его жена, еврейка, и я была представлена им евреем. Но я думаю, что не может быть добрее людей в мире».
Создатель комиксов Уилл Aйснер, встревоженный антисемитизмом в типичном изображении персонажа, создал графическую новеллу в 2003 году под названием «Фейгин — еврей». В этой книге предыстория персонажа и событий Оливера Твиста изображены с его точки зрения.

### Фильмы, театр, телевидение

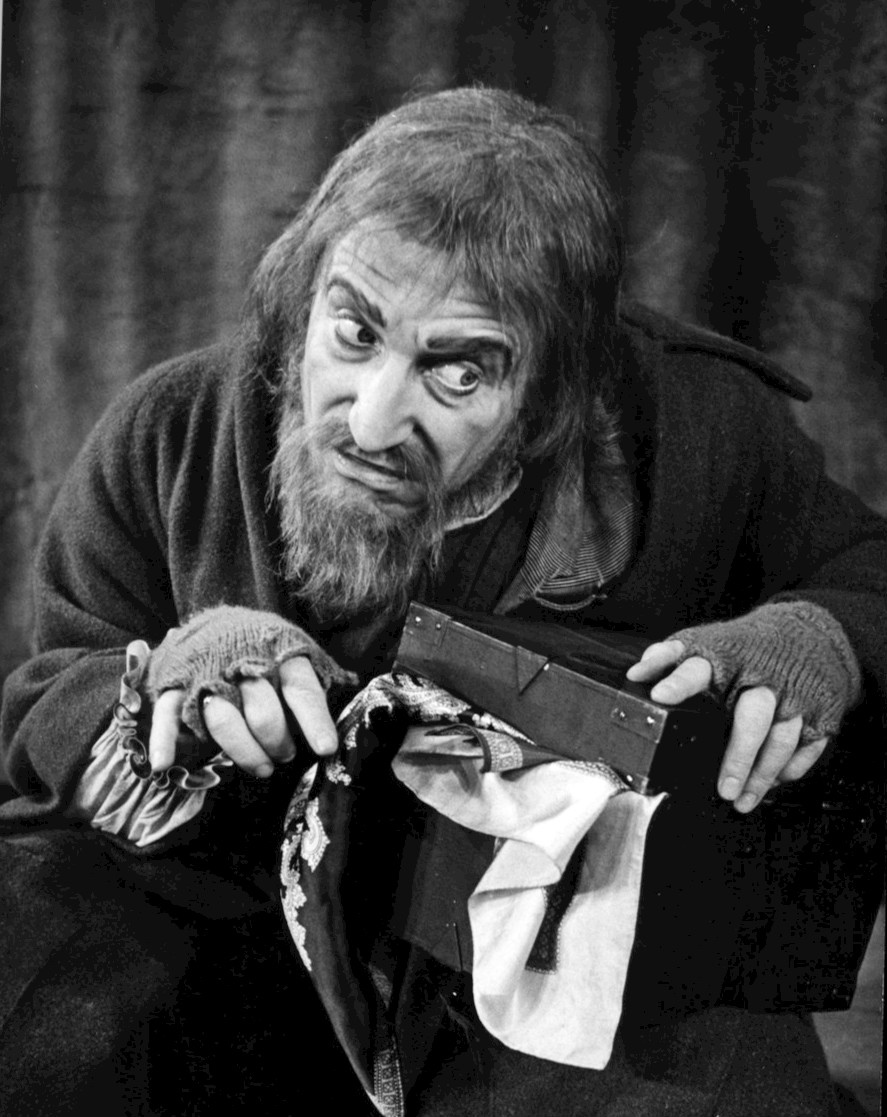
Клайв Ревилл в роли Фейгина в бродвейском мюзикле «Оливер!» (1963)

Многочисленные известные актёры сыграли роль Фейгина. Алек Гиннесс сыграл Фейгина в киноверсии Дэвида Лина «Оливер Твист» со спорным макияжем Стюарта Фриборна, который преувеличил стереотипы еврейских черт лица. Релиз фильма в США был отложен на три года по обвинению в антисемитизме Антидиффамационной Лигой Бнай Брит и Нью-Йоркским Советом раввинов. Фильм был, наконец, выпущен в США в 1951 году, с семью минутами профильных кадров и другими сокращениями исполнения Гинесса.
Исполнение Рона Муди в оригинальной лондонской постановке мюзикла «Оливер!» и в фильме 1968 года узнаваемо под влиянием изображения Гиннеса (хотя предполагаемое антисемитское качество изображения Гиннеса было смягчено в мюзикле), как это было изображение Фейгина лауреатом премии "Оскар" Беном Кингсли в 2005 году в экранизации Романа Полански.
Когда мюзикл «Оливер!» был поставлен на Бродвее в 1964 году, роль Фейгина исполнил Клайв Ревилл, но в год возрождения — 1984, Муди исполнил роль наравне с победительницей премии Тони Пэтти Люпон, которая играла Нэнси.
Изображение роли Фейгина Муди заметно отличается в мюзикле «Оливер!». В то время как Фейгин, как в романе, так и в других версиях фильма является мошенником, в мюзикле он фактически является одним из опорных главных героев фильма и служит персонажем с комическим смягчением, таким как танцы с пером на голове и зонтиком. Он также относится с большей симпатией к Оливеру и даже заступается за него дважды перед Биллом Сайксом. Это подразумевает, что Фейгин может быть пацифистом, он ненавидит насилие и, кажется, боится Билла, так как тот угрожает избить его. Также в отличие от книги, и большинства версий фильма Фейгин не умирает, но начинает заново свою преступную жизнь с Ловким Плутом. Фейгин также, возможно, самый популярный персонаж в мюзикле.
В телевизионном сериале 1980 года «Дальнейшие приключения Оливера Твиста» Фейгина сыграл Дэвид Свифт. В этом 13-эпизоде серии, Фейгин избежал виселицы, притворяясь, словно у него случился инсульт, приговор не привели в исполнение, посчитав его парализованным, а он, тем временем спрячется в «Трёх калеках».
В 1982 году был снят фильм, где Фейгина изображает Джордж Кэмпбелл Скотт. Хотя герой, как правило, изображается как пожилой человек, крошечный и невзрачный, версия Скотта заметно моложе, сильнее и лучше выглядит. Кроме того, в этой версии Фейгин больше заботится об обвинениях сирот, кормит их хорошо и относится к ним с явным беспокойством.
В 1985 году в мини-сериале роль Фейгина исполняет Эрик Портер.
В анимационной версии Диснея «Оливер и компания» 1988 года Фейгин является бедным, но добрым человеком, который живёт на лодке со своими собаками; его озвучивает Дом Делуиз.
В 1994 году мюзикл «Оливер!» был возрожден в Лондоне. Фейгина сыграли многие известные британские актёры и комики, в том числе Джонатан Прайс, Джордж Лэйтон, Джим Дэйл, Расс Эббот, Барри Хамфрис — который играл мистера Сауербери в оригинальном мюзикле 1960 года в Лондоне — и Роберт Линдсей, который выиграл премию Оливье за свою работу. Различные актёры, играющие Фейгина, отличались различными костюмами, особенно шинелями. Прайс использовал исправленный красный и коричневый плащ, в то время как Линдсей использовал традиционный темно-зелёный плащ версии фильмов 1968 года.
В 1997 году Фейгина играет Ричард Дрейфус.
В фильме 1997 года «Twisted» (фильм по мотивам Чарльза Диккенса «Приключения Оливера Твиста») роль Фейгина сыграл актёр Уильям Хикки.
В фильме «Twist» 2003 года (фильм по мотивам Чарльза Диккенса «Приключения Оливера Твиста») роль Фейгина играет актёр Гари Фармер.
В экранизации BBC 2007 года роль Фейгина исполняет Тимоти Сполл. В отличие от своего героя в романе, он без бороды и имеет избыточный вес. Он также является более сочувствующим героем.
В декабре 2008 года мюзикл «Оливер!» был возрожден в Королевском театре Друри-Лейн в Лондоне с Роуэн Аткинсон, играющим роль Фейгина. Эта роль была передана Омиду Джалили в июле 2009 года. Грифф Рис Джонс взял на себя роль от Омид Джалили в декабре 2009 г. Его сменил Расс Эббот в июне 2010 года.